# Erik Weiner
Erik Weiner (7 de junio de 1977) es un actor, comediante y guionista estadounidense conocido por su obra de teatro The Bomb-itty of Errors y su papel como el agente Sebso en la serie Boardwalk Empire.

## Biografía
Nació y creció en San Francisco. Se graduó en la Universidad de Nueva York. En 1999 creó y protagonizó The Bomb-itty of Errors, una adaptación de La comedia de las equivocaciones de Shakespeare, donde se mezcla a Shakespeare y al hip-hop. La obra ha sido realizada en Nueva York (Off-Broadway), Londres, Chicago, Los Ángeles, Ámsterdam, Edimburgo, Dublín, etc.
En 2002 Weiner creó y protagonizó Scratch & Burn, una serie de sketches de MTV. El mismo año hizo su debut en el cine, en la comedia romántica Brown Sugar, junto a Queen Latifah.
En 2007 y 2008 fue nominado al premio Emmy por su trabajo como guionista en la serie animada Pollo Robot.
En 2010 formó parte del reparto de la serie Boardwalk Empire, donde interpreta al agente Sebso, compañero del agente Van Alden (Michael Shannon). La serie es producida por Martin Scorsese y Terence Winter.

## Vida personal
Weiner vive en Los Ángeles junto a su pareja, Kerry.